# 劉鎮發
劉鎮發（1957年4月—）生于香港，祖籍廣東惠阳县淡水镇、客家人，方言学家。
他早年的专业为生物学，曾在多地从事生命科学研究，后改研习语言学至今。在语言学领域（包括客家语等），发表过多篇论文和研究成果。語言學家，香港本土語言保育協會會長。是研究香港客家話、香港圍頭話、香港語言史變遷的代表學者。2010年代香港媒體報導上述三個本土化議題，劉鎮發時以專家身分受訪。
劉鎮發在語言學界和客家族群中支持、反對者均眾。因為他以客家話母語者、跟自己子女講客家話的客家人、遺傳學者三重身份，批評學界對於客家人的主流看法一直沿用學界泰斗羅香林在1930年提出的「先秦、東晉等朝從中原六次移民」論調。他在《客家——誤會的歷史、歷史的誤會》考證客家人是源於清朝粵西土客械鬥引起的認同感，在清朝械鬥前並無「客家人」一說，指出「先秦、東晉等朝從從中原六次移民」論調在1930年代未經科學驗證，卻一直把客家話方言學界誤導至1980年代，遠離了與人類學界對客家人的成果。
1988年柏林自由大學生物及遺傳學博士，2000年香港理工大學漢語語言學博士；2006－2012年廈門大學中文系教授。

## 早年、學術生涯
劉鎮發是香港客家人，生於香港新界元朗八鄉橫台山梁屋村。

### 学历
早年研习生物学，香港中文大学理学士、硕士，德国柏林自由大学科学博士。曾在德国、台湾、香港从事生命科学研究。1994年10月起改习语言学，在香港理工大学获得硕士、博士和博士后等学位资格。

### 学术兴趣或特长
通曉標準德語、柏林方言與日語。在柏林自由大學唸生物及遺傳學博士，以老鼠研究基因對胚胎成長的關係。1988－95年在哥廷根、台北、香港科研機構任分子生物學研究員。2012年至今香港理工大學中文及雙語學系專任導師。專攻瀕危方言研究、社會語言學。中國全國方言學會會員、音韻學會會員。
研究范围包括方言学、音韵学、汉语史、社会语言学。
少數以客家話為母語的香港語言學家，子女亦罕有通曉客家話，家裡以客家話溝通。主攻廣東-廣西粵語差異、客家話-贛語關係、閩語-浙南吳語關係。

## 专业领域

### 开课课程
汉语方言学、社会语言学、汉语语音史、历史语言学、汉语语言学研究方法论、专业英语、语言与社会、世界的语言和文字(短)、广州话入门(短)。

## 教育局有關方言地位的爭議
劉鎮發時以專家身份接受香港媒體專題報導香港客家話、香港圍頭話、香港語言史變遷等本土化議題。
2014年2月，香港教育局官方網站發文指廣東話「不是法定語言的中國方言」，引起香港平面和網上媒體廣泛反響，多個傳媒訪問劉鎮發，劉鎮發回答「現代白話文基本上是根據北方話的詞序，北方話與廣東話詞序系統不同，在考試時寫『我大過你』是錯的，應寫『我比你大』，而當一種語言未發展出一套獨立的規範化文字，稱為方言也沒有錯，在語言學上方言一詞本身亦沒有貶義。」劉鎮發這一番點評亦引起熱議。後來教育局為「廣東話不是法定語言」這一部份公開道歉，撤回文章。

## 研究成果

### 专著
1. 《客语拼音字汇》，中文大学出版 (Hakka Pinyin Dictionary, CUHK Press) 1997，210pp
2. 《客家：误会的历史，历史的误会》，学术研究杂志社 (Hakka: Misunderstanding History and Historical Misunderstanding, Xueshu Yanjiu Journal), 2001，176页
3. The Decline of the General Hong Kong Hakka Accent in Hong Kong, LINCOM EUROPA 2001, 260pp.
4. 《香港原居民客语：一个消失中的声音》，香港中国语文学会 (Hakka Dialect of Indigenous Inhabitants in Hong Kong – A Vanishing Voice, Published by the Chinese Language Society of Hong Kong) 2004, 236pp.
5. 《从方言比较看官话的形成与演变》，香港霭明出版社 (The Formation and Development of the Mandarin Dialects from a Comparative Perspective, Hong Kong Oi Ming Publishers) 2004, 180pp

### 论文集
1. 《香港客语及粤语研究》，暨南大学出版(Comparative Studies on the Hakka and Cantonese Dialects in Hong Kong, Jinan University Press, Guangzhou), 2001
2. 《方言与方言史论集》，香港霭明出版社 (Studies on Dialect and Dialect History, Hong Kong Oi Ming Publishers), 2004 , 228pp

过去五年论文

### 期刊论文
1. 刘镇发 (2002) 〈汉语方言的分类标准与‘客家话’在汉语方言分类上的问题〉，《中 国语言学报》，30(1), 82-96.
2. 刘镇发﹑刘艺 (2002) 〈山东荣成县平声浊声母字不送气的现象〉，《声韵论丛》，12: 217-228
3. 刘镇发 (2002) 〈客家认同与粤北土话的系属〉，《新亚论丛》，4: 242-249
4. 庄初升、刘镇发 (2002) 〈巴色教会与客家方言研究〉,《韶关大学学报(社会科学版)》, 106： 1-8
5. 刘镇发 (2003) 〈嘉应客语和粤西南粤语[y]韵消失的历史〉, 《中国语文研究》,15: 46-52
6. 刘镇发 (2003) 〈从方言比较再探讨粤语浊上清化的模式〉，《中国语文》，296: 432-438
7. 李如龙、刘镇发 (2003) 〈中西学术的融合与创新－论20世纪的汉语音韵学与汉语方言学〉，《语言科学》, 2(5)：36-45
8. 刘镇发、李如龙 (2003) 〈汉语方言学在汉语语言学上的意义〉，《深圳大学学报》，2：104-109
9. 刘镇发 (2004) 〈陈晓锦着《马来西亚的三个汉语方言》评介〉，《语文建设通讯》, 77：73-74
10. 刘镇发 (2004) 〈北京话入派三声的规律与北方官话间的关系〉，《语言研究》，24(1)： 106-112
11. 刘镇发 (2004) 〈百年来汉语方言分区平议〉，《学术研究》，233：125-130
12. 詹伯慧﹑刘镇发 (2004) 〈广东饶平上饶客家话的两字连读变调〉，《方言》2004年第三期，2004(3), 195-199
13. Lau Chun-fat (2005) A dialect murders another dialect – The case of Hakka in Hong Kong. International Journal of the Sociology of Language, 173:23-35.
14. 刘镇发 (2005) 〈香港粤语的贬义借词〉，《语文建设通讯》(香港) 81:55-58
15. 刘镇发、苏咏昌 (2005) 〈从方言杂处到广府话为主——1949 – 1971年间香港社会语言转型的初步探讨〉，《中国社会语言学》5: 89-104
16. 刘镇发 (2006) 〈温州方言在过去一百年间的元音转移〉，《语言研究》26(2): 32-35

### 论文集收录
1. 刘镇发﹑许惠玲 (2002) 〈潮州话和广州话﹑客家话的方言共同词〉，《第六届闽方言研讨会论文集》，香港中文大学出版社 ，173-180
2. 刘镇发 (2002) 〈客家的历史与客家话的定义〉，《客家方言研究：第四届客家方言研讨会论文集》，暨南大学出版社，19-33
3. Lau Chun-Fat (2003) Labovian Principles revisited - The short vowel shift in New Zealand English and Southern Chinese. Historical linguistics 2001: selected papers from the 15th International Conference on Historical Linguistics, Melbourne, 13-17 August 2001，Edited by Barry J. Blake, Kate Burridge. Amsterdam ; Philadelphia : J. Benjamins Pub. Co., 293-301
4. 刘镇发 (2003) 〈粤语和客语在文白异读上的比较〉，《第六届国际粤方言学研讨会论文集》，澳门中国语文学会(邓景滨主编)， 171-179
5. 刘镇发、张群显 (2003) 〈清初的粤语音系 ─ 《分韵撮要》的声韵系统〉，《第八届国际粤方言学研讨会论文集》，暨南大学出版社，206-223
6. 刘镇发 (2004) 〈东南、西北边陲方言无庄组说〉，《汉语音韵学第七次国际学术研究会论文集》，齐鲁书社 ， 499-515
7. 刘镇发 (2004) 〈香港两百年来的语言生活演变〉，《台湾与东南亚华人地区语文生活研讨会论文集》，香港霭明出版社，128-143
8. 刘镇发 (2004) 〈从广州话到香港粤语—香港粤语的形成〉，《台湾与东南亚华人地区语文生活研讨会论文集》，香港霭明出版社，144-165
9. 刘镇发﹑周柏胜 (2004) 〈母语教学与香港中文〉，《台湾与东南亚华人地区语文生活研讨会论文集》，香港霭明出版社 ，166-179
10. 刘镇发 (2004) 〈从广州话和客家话与元明韵书比较看两种方言跟古音的关系〉，《刘叔新先生70华诞纪念文集》，中国广播电视出版社，88-99
11. 刘镇发 (2005) 〈香港客家人的源流〉，《香港客家》，广西师范大学出版社, 38-52
12. 刘镇发 (2005) 〈香港的客家话〉，《香港客家》，广西师范大学出版社, 99-125
13. 刘镇发 (Lau, 2005) 〈介音[r]的崩溃与中古二三等韵的产生〉，《南开语言学刊》, 25-36
14. 刘镇发 (2006)〈汉语浊声母清化新探〉，《汉语与应用语言学论文集》，厦门大学出版社，331-355
15. 刘镇发 (2006) 〈再论惠州话群的归属问题〉，《汉语与应用语言学论文集》，厦门大学出版社， 356-371

### 曾获奖项
在1999年在澳洲墨儿本获国际汉语语言学会颁发“青年学者奖”。

## 外部連結
- YouTube上的Hakka Studies客家大學堂頻道